# Геологический разрез
Геологический разрез (Геологический профиль) — геологическое обнажение и схематическое изображение геологического строения верхней части земной коры в вертикальном сечении, которое имеет легенду и масштаб сходные с геологической картой.
Поперечный разрез верхних слоёв земной коры в вертикальной плоскости, в котором показано положение горных пород, разломов и прочих геологических структур, лежащих под поверхностью Земли.

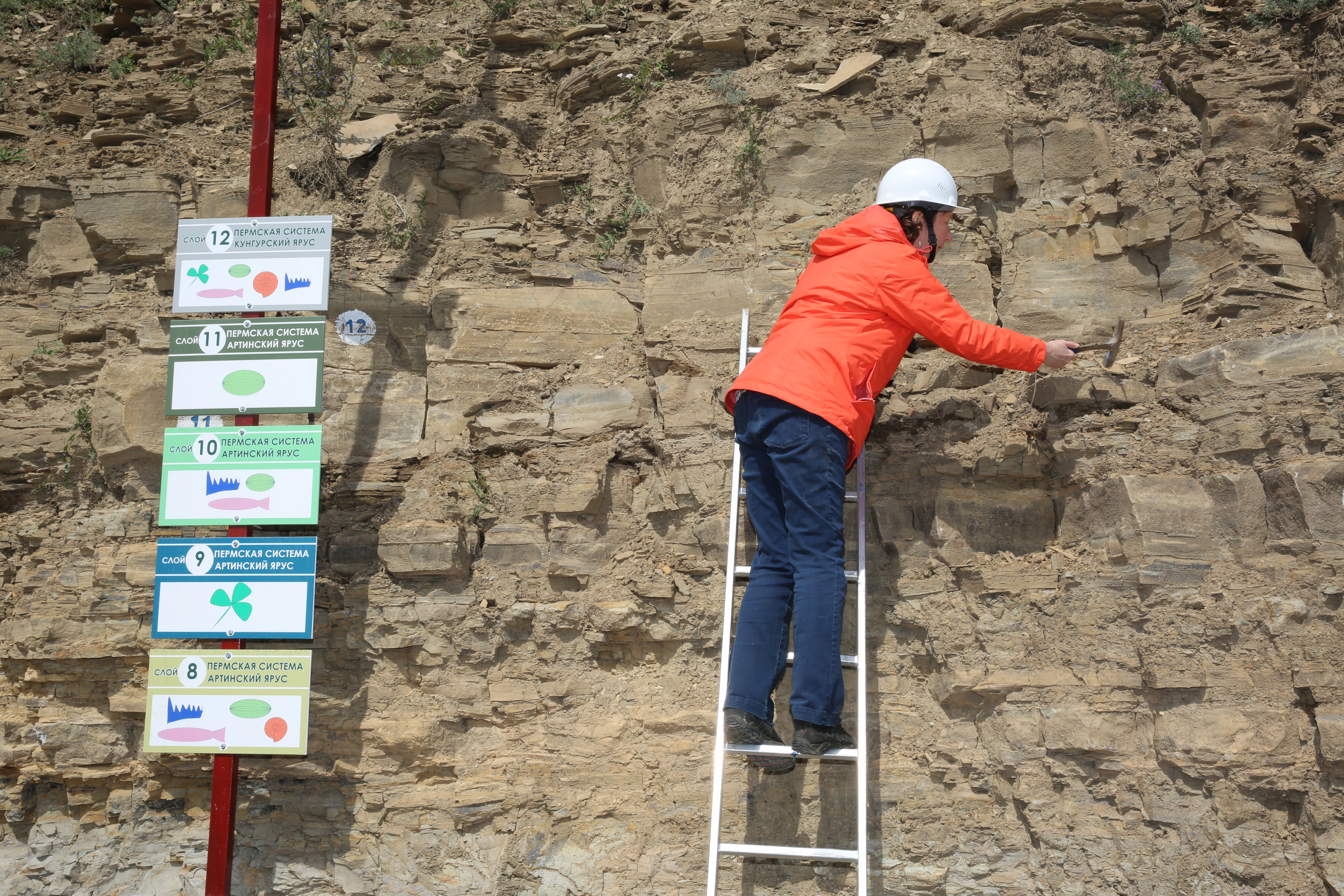
На геологическом разрезе

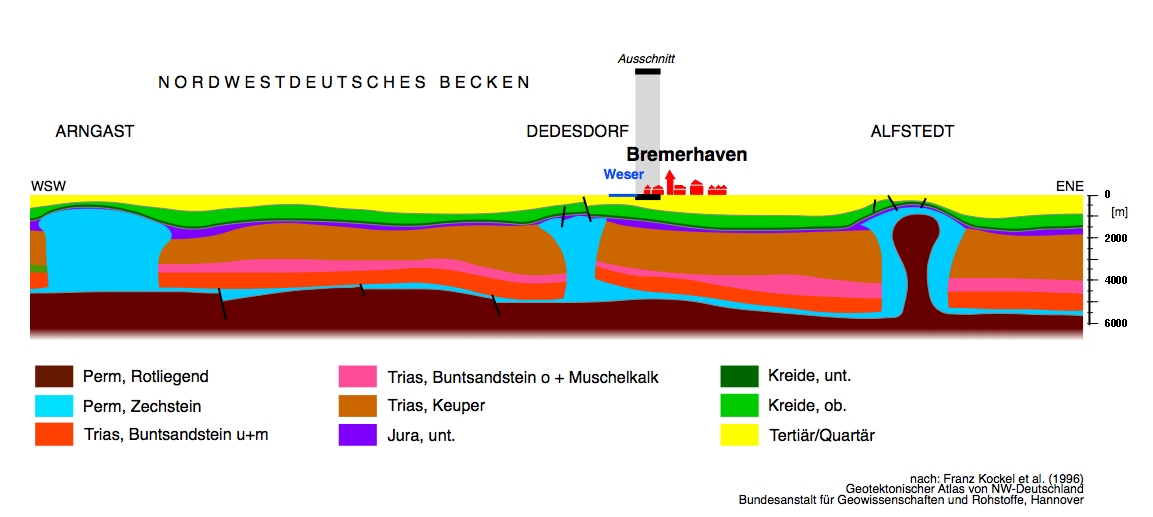
Геологический профиль германского бассейна с запад-запад-юга на север-восток-восток (слои пермского периода)

## Описание
Геологический профиль часто является дополнением к геологической карте или представляется в виде трёхмерной модели. Для составления геологического профиля используются данные, полученные как путём прямого анализа пород (на поверхности или бурением), так и косвенных (геофизических) измерений.
Геологический разрез строится поперёк простирания горных пород или под углом к нему и редко вдоль простирания, в том же масштабе, что и геологическая карта.
В отдельных случаях, например, при инженерно-геологических изысканиях, из-за несопоставимости мощностей рыхлых отложений и протяженности профилей, их вертикальный масштаб увеличивают по сравнению с горизонтальным в десятки и более раз.